# 许氏枝柄参
许氏枝柄参（学名：Cladolabes schmeltzi）为硬瓜参科枝柄参属的动物。分布于菲律宾、印度尼西亚、澳大利亚以及中国大陆的海南岛等地，主要栖息于珊瑚礁或岩下边以及水深约5-10m。该物种的模式产地在澳大利亚博恩。